# Asia-Pacific Rally Championship
Asia-Pacific Rally Championship (APRC) är ett rallymästerskap som arrangeras av FIA och kördes för första gången 1988.

## Mästare
| År   | Förare            | Bil                           |
| ---- | ----------------- | ----------------------------- |
| 2008 | Cody Crocker      | Subaru Impreza WRX STI        |
| 2007 | Cody Crocker      | Subaru Impreza WRX STI        |
| 2006 | Cody Crocker      | Subaru Impreza WRX STI        |
| 2005 | Jussi Välimäki    | Mitsubishi Lancer Evolution 8 |
| 2004 | Karamjit Singh    | Proton Pert                   |
| 2003 | Armin Kremer      | Mitsubishi Lancer Evolution 7 |
| 2002 | Karamjit Singh    | Proton Pert                   |
| 2001 | Karamjit Singh    | Proton Pert                   |
| 2000 | Possum Bourne     | Subaru Impreza WRX            |
| 1999 | Katsuhiko Taguchi | Mitsubishi Lancer Evolution 6 |
| 1998 | Yoshio Fujimoto   | Toyota Corolla WRC            |
| 1997 | Kenneth Eriksson  | Subaru Impreza WRC            |
| 1996 | Kenneth Eriksson  | Subaru Impreza 555            |
| 1995 | Kenneth Eriksson  | Mitsubishi Lancer Evolution 3 |
| 1994 | Possum Bourne     | Subaru Impreza 555            |
| 1993 | Possum Bourne     | Subaru Legacy RS              |
| 1992 | Ross Dunkerton    | Mitsubishi Galant VR-4        |
| 1991 | Ross Dunkerton    | Mitsubishi Galant VR-4        |
| 1990 | Carlos Sainz      | Toyota Celica GT-Four         |
| 1989 | Rod Millen        | Mazda 323 4WD                 |
| 1988 | Kenjiro Shinozuka | Mitsubishi Galant VR-4        |